# Saint-Branchs
Saint-Branchs és un municipi francès, situat al departament de l'Indre i Loira i a la regió de Centre – Vall del Loira. L'any 2007 tenia 2.340 habitants.

## Demografia

### Població
El 2007 la població de fet de Saint-Branchs era de 2.340 persones. Hi havia 901 famílies, de les quals 186 eren unipersonals (91 homes vivint sols i 95 dones vivint soles), 278 parelles sense fills, 369 parelles amb fills i 68 famílies monoparentals amb fills.
La població ha evolucionat segons el següent gràfic:
Habitants censats

### Habitatges
El 2007 hi havia 987 habitatges, 915 eren l'habitatge principal de la família, 34 eren segones residències i 38 estaven desocupats. 895 eren cases i 83 eren apartaments. Dels 915 habitatges principals, 709 estaven ocupats pels seus propietaris, 201 estaven llogats i ocupats pels llogaters i 5 estaven cedits a títol gratuït; 22 tenien una cambra, 27 en tenien dues, 119 en tenien tres, 266 en tenien quatre i 481 en tenien cinc o més. 679 habitatges disposaven pel capbaix d'una plaça de pàrquing. A 341 habitatges hi havia un automòbil i a 502 n'hi havia dos o més.

### Piràmide de població
La piràmide de població per edats i sexe el 2009 era:
| Homes | Edats   | Dones |
| ----- | ------- | ----- |
| 4     | 95 o +  | 1     |
| 4     | 90 a 94 | 3     |
| 11    | 85 a 89 | 14    |
| 8     | 80 a 84 | 8     |
| 31    | 75 a 79 | 46    |
| 35    | 70 a 74 | 58    |
| 46    | 65 a 69 | 29    |
| 55    | 60 a 64 | 50    |
| 37    | 55 a 59 | 37    |
| 77    | 50 a 54 | 76    |
| 98    | 45 a 49 | 73    |
| 113   | 40 a 44 | 105   |
| 107   | 35 a 39 | 116   |
| 74    | 30 a 34 | 62    |
| 46    | 25 a 29 | 63    |
| 54    | 20 a 24 | 39    |
| 112   | 15 a 19 | 68    |
| 109   | 10 a 14 | 95    |
| 86    | 5 a 9   | 93    |
| 49    | 0 a 4   | 62    |

## Economia
El 2007 la població en edat de treballar era de 1.571 persones, 1.224 eren actives i 347 eren inactives. De les 1.224 persones actives 1.170 estaven ocupades (616 homes i 554 dones) i 54 estaven aturades (27 homes i 27 dones). De les 347 persones inactives 131 estaven jubilades, 127 estaven estudiant i 89 estaven classificades com a «altres inactius».

### Ingressos
El 2009 a Saint-Branchs hi havia 951 unitats fiscals que integraven 2.487 persones, la mediana anual d'ingressos fiscals per persona era de 18.701 €.

### Activitats econòmiques
Dels 81 establiments que hi havia el 2007, 2 eren d'empreses alimentàries, 1 d'una empresa de fabricació de material elèctric, 2 d'empreses de fabricació d'altres productes industrials, 19 d'empreses de construcció, 9 d'empreses de comerç i reparació d'automòbils, 5 d'empreses de transport, 4 d'empreses d'hostatgeria i restauració, 1 d'una empresa d'informació i comunicació, 4 d'empreses financeres, 4 d'empreses immobiliàries, 5 d'empreses de serveis, 13 d'entitats de l'administració pública i 12 d'empreses classificades com a «altres activitats de serveis».
Dels 31 establiments de servei als particulars que hi havia el 2009, 1 era una oficina de correu, 1 una oficina bancària, 2 tallers de reparació d'automòbils i de material agrícola, 1 autoescola, 2 paletes, 3 guixaires pintors, 2 fusteries, 6 lampisteries, 2 electricistes, 4 perruqueries, 3 restaurants, 2 agències immobiliàries, 1 tintoreria i 1 saló de bellesa.
Dels 5 establiments comercials que hi havia el 2009, 1 era un hipermercat, 1 una botiga de menys de 120 m², 1 una fleca, 1 una peixateria i 1 una joieria.
L'any 2000 a Saint-Branchs hi havia 64 explotacions agrícoles que ocupaven un total de 3.078 hectàrees.

## Equipaments sanitaris i escolars
L'únic equipament sanitari que hi havia el 2009 era una farmàcia.
El 2009 hi havia 1 escola maternal i 1 escola elemental.

## Poblacions més properes
El següent diagrama mostra les poblacions més properes.